# Woodbury (Connecticut)
Woodbury è un comune di 9.734 abitanti degli Stati Uniti d'America, situato nella Contea di Litchfield nello Stato del Connecticut.